# Niklas Peter von Gedda

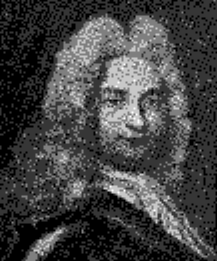
Niklas Peter von Gedda.

Niklas Peter von Gedda, född 27 februari 1675 i Visby domkyrkoförsamling, Gotlands län, död 15 maj 1758 i Stockholms stad, Stockholms län, var en svensk friherre, ämbetsman och ambassadör. 

## Biografi
Niklas Peter von Gedda var son till Johan Gedda som var rådman i Visby och Juliana Rosina Lönn var fars var slottsfogde.
Under de resor som Gedda företog för att fullända sina studier i främmande länder, förrättade han någon tid sekreterareplatsen vid den särskilt förordnade kommissionen i Paris, varefter han 1707 förordnades till kommissionssekreterare. Adlad 1719, då han kallade sig von Gedda, utnämndes han 1721 till resident och fyra år senare till kansliråd och envoyé vid hovet i Versailles. 1730 blev han ministre plénipotentaire.
Under sin långvariga vistelse i Frankrike skötte Gedda åt konung Stanislaus hans angelägenheter vid hovet, varigenom han kom i synnerlig ynnest hos franska drottningen, konung Stanislai dotter. Även med den myndige kardinal Fleury stod han på förtrolig fot och utnämndes på hans förord av Ludvig XV till fransk baron. 
Hans inflytande var således betydande, då strax efter Hannoveranska traktaten, utan att man känner anledningen, kardinalens gunst förbyttes i bittraste ovilja, som snart delades av drottningen, hovet och hela staden. Gedda återvände därför så fort han kunde till Sverige, varest han 1736 utnämndes till statssekreterare för utrikesexpeditionen. 
Det var just vid denna tid den för lång tid avgörande striden utkämpades mellan Mössor och Hattar, och Gedda, som sedan lång tid stått i en allt annat än oegennyttig nära förbindelse med engelska hovet, var vid 1738-39 års riksdag ivrigt verksam att med penningar motarbeta Frankrikes planer att föra Hattarna till makten. Detta stod emellertid ej att hindra, men då ej tydlig sak fanns mot Gedda, kunde han inte bara bibehålla sin plats i kansliet utan utnämndes 1739 till hovkansler. 
Vid 1742-43 års riksdag tillhörde han den krets, inom vilken de innersta rådslagen uppgjordes för att bringa Hattarnas välde till slut, men då detta ej lyckades, mottog Gedda 1742 en lugnare plats som president i kammarrevisionen. 1730 förlänad med friherrlig värdighet, avgick Gedda 1755 från sina befattningar och avled i Stockholm den 15 maj 1758.
Sina lediga stunder ägnade han sig företrädesvis åt vetenskapliga arbeten och älskade mera att fördjupa sig i sina grekiska författare och hebreiska språkstudier, än i diplomatikens noter och statskonstens spetsfundigheter.
von Gedda var gift tre gånger. Hans första hustru Sophia Elisabeth tillhörde ätten Klingspor och hennes mor ätten Graan. I det äktenskapet fick han en son, kammarherren Carl von Gedda, som var kapten i fransk tjänst och avled utrikes sedan han varit gift med dottern till en fransk aktör Morell. Niklas Peter von Gedda gifte om sig med friherrinnan Hedvig Charlotta von Düben vars mor var av samma släkt som ätten Törnstierna och Bureättling. I det äktenskapet blev han far till Peter Niklas von Gedda. von Gedda gifte sig än en gång, med friherrinnan Fredrika Strömfelt men deras enda barn avled späd.